# Тереховка (Приморский край)
Тереховка — село в Надеждинском районе Приморского края, входит в состав Раздольненского сельского поселения.

## История
В 1884 году крестьянами-переселенцами из Черниговской губернии основали село Городечное, а спустя 3 года 9 семей перешли на другую сторону Суйфуна. И у подножия вулкана Барановский основали селение Тереховка. 
Образовано в 1887 году крестьянами-переселенцами из Черниговской губернии, 3 годами ранее прибывшим из двух волостей Черниговской губернии — Городечной и Тереховской. 
В  первый год (1887 года) поселились 11 семей. Занятые ими земельные наделы в количестве 1105 десятин через год были законно размежёваны землемером Переселенческого управления. Каждой семье полагалось на обзаведение по быку, 75 рублей на приобретение коровы плюс хозяйственный инвентарь.  
По результатам обследования за 1902 год,  в Тереховке 16 дворов, 19 семей. На всех – 35 телег, 48 саней, 43 бороны и 16 плугов; 143 головы крупнорогатого скота (почти 9 голов на двор), 99 лошадей, 10 колодок пчёл. По соседству на надельной крестьянской земле имелось порядка 10 корейских фанз.
Статистика 1912 года практически не отличается от данных 1902 года. В Тереховке по-прежнему 16 дворов, но число жителей увеличилось на 20 душ, составив 126 человек. Подросли дети, и уже открылась одноклассная школа Министерства народного просвещения... 
До 1922 года Тереховка – самое малочисленное, но и одновременно самое зажиточное селение Раздольненской волости. 
1 мая 1930 года здесь был организован колхоз, который так и назвали – имени 1 Мая.
На первой в селе улице, вдоль реки, ещё сохранилось три домика первых переселенцев. В 30-е годы XX века село активно пополнялось переселенцами с Украины, центрального Нечерноземья. Основателем села является Купцов Савва Игнатьевич.

## География
Село расположено на правом берегу реки Раздольная напротив пос. Барановский, что примерно в 50 километрах от её впадения в Амурский залив. Через село проходит автотрасса Уссурийск — Хасан и железная дорога Барановский — Хасан. Расстояние по автодороге до Владивостока составляет около 77 км, до райцентра села Вольно-Надеждинское — 40 км.

## Население
| 1900 | 1902 | 1912 | 1915 | 2002 | 2004 | 2005 |
| ---- | ---- | ---- | ---- | ---- | ---- | ---- |
| 82   | ↗106 | ↗125 | ↗196 | ↗599 | ↘559 | →559 |
| 2008 | 2010 |      |      |      |      |      |
| ↗572 | ↘566 |      |      |      |      |      |